# Чэпот, Фрэнсис
Фрэнсис Дэвис «Фрэнк» Чэпот (англ. Francis Davis "Frank" Chapot; 24 февраля 1932, Камден, Нью-Джерси — 20 июня 2016, Баунд-Брук, Нью-Джерси) — американский спортсмен-конник, серебряный призёр летних Олимпийских игр в Риме (1960) и в в Мюнхене (1972).

## Спортивная карьера
Окончил Уортонскую школу бизнеса при Пенсильванском университете с дипломом бакалавра. Два года служил в американских ВВС.
Своё участие в олимпийской сборной США он относил к поддержке тренера венгерского происхождения Берталана де Немети. Принимал участие на шести Олимпиадах.
Серебряный призёр летних Игр в Риме (1960) и в Мюнхене (1972) в конном троеборье. На Панамериканских играх выиграл две золотые медали в командном зачёте: в Чикаго (1959) и в Сан-Паулу (1963) и две серебряных — в Чикаго в индивидуальном конкуре и в командном — в Виннипеге (1967).
На летних Олимпийских играх в Токио (1964) и в Мехико (1968) выступал с женой Мэри Мэрс, в столице Мексики он занял четвёртое место в индивидуальном и командном зачётах. После выступлений в Мельбурне (1976), на которых он стал четвёртым в командном троеборье, завершил спортивную карьеру,
В 1966 г. занял второе место на чемпионате Европы по конкуру, став первым американским призёром на этом турнире.
После завершения карьеры занимался разведением лошадей чтобы на ферме Чадо, в том числе будущего чемпиона по конкуру Джема Твиста, который выиграл две серебряные олимпийские медали и был назван лучшей лошадью мира на Всемирных конных играх в Стокгольме (1990).
До выхода на пенсию в 2005 г. работал шеф-поваром американской сборной по конному спорту и вице-президента по конкуру. Входил в состав совета директоров американской ассоциации конкура (American Grandprix Association). Также выступал в качестве инструктора при составлении маршрута трассы и судьи соревнований по конкуру.
В 1994 г. был введён в американский Зал славы конкура.